# Laura Kieler
Laura Kieler, född 1849, död 1932, var en dansk författare. Hon var inspiration för karaktären Nora Helmer i Henrik Ibsens pjäs Ett dockhem. 
Hon skrev noveller, och religiösa och historiska böcker. Hon skrev artiklar i olika kvinnotidskrifter, och var Danmarks representant till World's Congress of Representative Women 1893. 